# 君微笑めば
「君微笑めば」（きみほほえめば、When You're Smiling）は、ラリー・シェイ、マーク・フィッシャー、ジョー・グッドウィン（Joe Goodwin、1889年6月6日 - 1943年7月31日）が1928年に共作したアメリカ合衆国のポピュラーソング。

## 概要
「君微笑めば」は、シーガー・エリスの歌と演奏によって広まり、ルイ・アームストロングがしばしば取り上げたことによってスタンダード・ナンバーとなった。アームストロングはこの曲を、1929年、1932年、1956年と3回録音している。デューク・エリントンも、活動の初期に数回の録音を残している。
発表直後には数多くの録音がなされ、『Studies in Swing』シリーズのNo.3で取り上げられたほか、ルイ・プリマ、フランク・シナトラ、ナット・キング・コール、パティ・ペイジらの録音がある。クリフ・ブルーナー（Cliff Bruner） は、1939年にこの曲をカントリー・チャートに送り込んだ。イギリスのサッカークラブ・レスター・シティFCは、この曲をクラブのアンセムにしており、ゲームの際にはしばしば歌われる。1961年にはジュディ・ガーランドが、『ジュディ・アット・カーネギーホール（Judy at Carnegie Hall）』のコンサートでこの曲を歌っている。ディーン・マーティンもこれを歌っているが、時には「When You're Drinkin'」と替え歌にしていた。ドクター・ジョンは、ルイ・アームストロングの持ち歌を取り上げた2014年のアルバム『スピリット・オブ・サッチモ』に、ダーティー・ダズン・ブラス・バンドとの共演によるカヴァーを収録した。
作曲家ガンサー・シュラーは、著書『The Swing Era: The Development of Jazz, 1930-1945』において、ビリー・ホリデイによるこの曲の録音を特に取り上げている。テディ・ウィルソンとその楽団にホリデイが加わっての演奏は、1938年1月6日にニューヨーク市で、ブランズウィック/コロムビア・レコードのために録音された。この録音は、ピアノがテディ・ウィルソン、トロンボーンがベニー・モートン（Benny Morton）、トランペットがバック・クレイトン、テナー・サックスがレスター・ヤング、ギターがフレディ・グリーン、ベースがウォルター・ペイジ、ドラムがジョー・ジョーンズであった。

## 大衆文化の中で
1950年には、この曲と同名のアメリカ映画『When You're Smiling』が制作され、出演したフランキー・レインがこの曲を歌った。
1952年のアメリカ映画『ダニー・ウィルソン物語 (Meet Danny Wilson)』では、主演したフランク・シナトラがこの曲を歌っている。
1984年のアメリカ映画『コットンクラブ』では、ルイ・アームストロングのバージョンが使用された。
1987年のイギリス映画『The Lonely Passion of Judith Hearne』では、マギー・スミスが演じる主人公ジュディスが、夜に酒を飲んだ後、ひとりでこの曲を口ずさむ。
テレビ・コメディ『となりのサインフェルド』の「The Jimmy」というエピソードでは、マイケル・リチャーズが演じるクレイマー (Kramer) のためにメル・トーメがこの曲を歌う。
テレビ・ドラマ『glee/グリー』の「Mattress」というエピソードでは、リア・ミシェルが演じるレイチェル・ベリーがこの曲を歌う。
2010年には、ルイ・アームストロングのバージョンが、Appleの新しいiPhone 4の宣伝に使われた。
ルイ・プリマのバージョンは、ビデオ・ゲーム『Mafia 2』や、シドニー・ルメットが監督した映画『コネクション マフィアたちの法廷』に使用されている。
ニコロデオンのテレビ・シリーズ『The Backyardigans』では「It's Great To Be A Ghost!」のエピソードで、この曲が使用されている。
2022年には、ウォルト・ディズニー・レコードによる配信アルバム「The MousePack」にて、ミッキーマウス(ブレット・イワン)によってカバーされている。

## ライブ
- ルーファス・ウェインライト - Rufus Does Judy at Carnegie Hall (2007)